# 爱达·花城号
爱达·花城号（英語：Adora Flora City）是中国爱达邮轮公司继爱达·魔都号之后，建造的第二艘豪华邮轮。由上海外高桥造船于2022年8月开始建造，预计在2026年底交付使用。相较于魔都号，花城号全长增加到341米，排水量约14万2千吨。投入运营后预计将执行由广州南沙出发的国际航线。

## 命名
2024年10月25日，爱达邮轮在广州市旅游发展大会上宣布，将用广州市的别称“花城”来命名新一艘邮轮，广州因四季气候温和，适宜花卉生长而得此名。

## 建造于设施
爱达·花城号于2022年8月开工建造，2025年4月完成坞内起浮作业，这标志着建造工作接近尾声。上海外高桥造船将对邮轮进行应力释放，并测试管线电缆的安装工作。8月5日，爱达·花城号首台主发电机发电，这也标志着該邮轮进入设备调试与系统功能验证阶段。
相较于爱达·魔都号，花城号在尺寸吨位上有少许增加。船长增加了17.4米达341米，排水量来到14.19万吨。高达16层楼的船体空间设置有2130间客房以及娱乐设施，最多能搭载约5232名旅客。在内部的布局设计上，花城号比姊妹船多出约3000平方米的旅客娱乐空间，并新增设了多种套房房型。